# アクウェル武蔵小金井
アクウェル武蔵小金井（アクウェルむさしこがねい）は、東京都小金井市にある複合施設である。

## 概要
武蔵小金井駅南口では駐車場など低未利用地が多かったことや中央線の連続立体交差事業の進展により再開発の機運が高まり、市内初の再開発事業武蔵小金井駅南口第1地区第一種市街地再開発事業として整備された。
再開発街区はI-I街区、I-II街区、I-III街区に分かれており、I-I街区の商業施設棟にはイトーヨーカドーが出店し、「イトーヨーカドー武蔵小金井店」となっている。I-II街区には野村不動産が分譲する超高層マンション「プラウドタワー武蔵小金井」となり、低層部には商業施設「アクウェルモール」がある。I-III街区には再開発前に当地にあった小金井市公会堂の代わりとなる「小金井 宮地楽器ホール（小金井市民交流センター）」と、商業業務施設「JR武蔵小金井南口ビル」があり、JR武蔵小金井南口ビルには商業施設「nonowa武蔵小金井SOUTH（旧:セレオ武蔵小金井）」が入っている。また、駅前広場も整備された。「プラウドタワー武蔵小金井」は小金井市では初の超高層建築物であり、市内最高層の建築物であったが、2020年に南側に隣接する第2地区の再開発が完了し、再開発によって完成したプラウドタワー武蔵小金井クロス（高さ99m）に抜かれ市内2位の高層建築物となった。

## 施設概要
アクウェル武蔵小金井のプラウドタワー武蔵小金井の4階から下はアクウェルモールという複合商業施設となっており、クリニックやスーパーマーケット、マクドナルドなどの飲食店が入居テナントとなっている。

## 沿革
- 1997年（平成9年） - 都市整備公団への施行要請。
- 2002年（平成14年）- 都市計画決定[3]。
- 2004年（平成16年） - 事業計画認可。
- 2005年（平成17年） - 権利変換計画認可。
- 2006年（平成18年）12月 - 着工。
- 2008年（平成20年） - I-I、I-II街区の工事完了。
- 2011年（平成23年） - I-III街区の工事完了。